# Швец, Александр Ефимович
Александр Ефимович Швец (укр. Олександр Юхимович Швець; род. 4 июня 1955 года, Хабаровский край, РСФСР, СССР) — советский и украинский журналист, главный редактор газеты «Факты и комментарии». Заслуженный журналист Украины.

## Биография
Родился седьмым ребёнком в многодетной еврейской семье.
В 1982 году окончил с отличием факультет журналистики Киевского государственного университета имени Тараса Шевченко.
С 1982 по 1992 год работал в газете «Вечерний Киев» — заведующий отделом фельетонов, заведующий отделом писем и права, ответственный секретарь, заместитель главного редактора.
В газете «Вечерний Киев» 19 октября 1987 года появилась статья «Театр теней», или Кто стоит за кулисами так называемого Украинского культурологического клуба», которой власти воспользовались для публичной критики в адрес активистов этого клуба.
С мая 1992 года — главный редактор газеты «Киевские ведомости».
С февраля 1994 года — главный редактор газеты «Всеукраинские ведомости».
С августа 1997 года — главный редактор газеты «Факты и комментарии».
Один из первых украинских журналистов, который в апреле-июне 1986 г. готовил репортажи из зоны ликвидации последствий аварии на ЧАЭС. 
Во главе с главным редактором Александром Швецом редакция газеты "Факты и комментарии" вместе с читателями, вместе с коллегами собрала более $ 1 млн на оборудование для нейрохирургических операций, а именно линейный ускоритель, которым и сейчас пользуются в отделении Института нейрохирургии. С тех пор - около 5000 спасенных жизней. 
С февраля 2016 коллектив газеты "Факты" вместе с Александром Швецом и командой волонтеров начали печать спецвыпуска «ФАКТЫ» (Донбасс), в общей сложности отправив в зону военных действий для армии и гражданского населения более 7 млн. экземпляров, которые распространялись там бесплатно. Спецвыпуск доставляли и на передовую, и в военные госпитали, и в больницы в зоне АТО, и в школы, и в дома престарелых.
Во время полномасштабного вторжения войск РФ в Украину весной 2022 года открыл первый в Украине музей фарфоровых фигур ShvetsMuseum, в экспозиции которого выставлено более 1200 уникальных изделий, созданных мастерами известнейших в мире мануфактур из Испании, Германии, Японии, Украины, Китая, Великобритании, Франции, Италии, Дании и многих других стран. ShvetsMuseum посетители называют "Музеем духовной несокрушимости".

## Государственные награды
- Орден «За заслуги» I ст. (3 июня 2015 года) — за весомый личный вклад в развитие отечественной журналистики, многолетний добросовестный труд и высокий профессионализм[8].
- Орден «За заслуги» II ст. (22 августа 2002 года) — за значительный личный вклад в государственное строительство, многолетний добросовестный труд и высокий профессионализм[9].
- Почётный знак отличия Президента Украины (22 августа 1996 года) — за выдающиеся достижения в труде, способствующие экономическому, научно-техническому и социально-культурному развитию Украины, укреплению её государственности и международного авторитета, и по случаю пятой годовщины независимости Украины[10].
- Заслуженный журналист Украины (5 июня 1998 года) — за весомый личный вклад в развитие журналистики, освещения политического, социально-экономической и культурной жизни Украины, высокий профессионализм[11].